# 吻切軌道
吻切軌道（osculating orbit）是太空中的天體在給定時間瞬間的克卜勒軌道（即橢圓或其他二次曲線）。這是在天文學，特別是天文動力學，當中心的天體不受到攝動時，這就是當前的軌道向量狀態（位置和速度）的軌道。
一個吻切軌道和該天體的位置能以六個標準的克卜勒的軌道要素（吻切要素）充分的描述，只要知道相對於中心天體的位置和速度，就很容易計算。在沒有攝動的情形下，吻切要素將保持不變。然而，真正的天體軌道都會經歷攝動，這會導致吻切要素的改變，而且有時會非常的快速。在一般性運動（因為它們主要是行星、月球和其他行星的衛星）的天體力學分析中通常會排除，可以由一組平均要素與長期和週期性的項目描述。在小行星的情況，已經展出一套新的自身軌道要素系統，使它們軌道最重要的形式能夠呈現。
"吻切"這個字源自拉丁文，意思就是吻，它是用於文章前後實質的關聯上。在時間上的任何一點，一個天體的吻切軌道是與它真實軌道相切的，天體就位於這個切點上－－並且如果將攝動移除掉，會有著相同的曲率。
攝動導致吻切軌道的改變可以肇因於： 
- 中心的天體不是球體（當中心的天體不能當成質點，或是質量分布不是球對稱，例如當它是扁橢球體）。
- 第三個天體或多個其他的天體，它的引力影響了軌道上的天體，例如月球的引力對環繞地球天體的影響。
- 對天體非引力的作用，例如力量的上升，來自：
  - 火箭引擎的推力
  - 釋放、滲漏、排氣或物質的燒蝕
  - 其他物體的碰撞
  - 大氣阻尼
  - 輻射壓
  - 太陽風壓
  - 切換到非慣性參考系統（例如，當在有著進動關聯性的行星赤道參考系統描述衛星軌道）。

在不同的非慣性座標系統（例如，在與主要的赤道有共同歷程的參考系統），以及（非旋轉）慣性參考系，天體的軌道參數會有所不同。
以更為通用的術語表示，如果集合這些點，就可以分析受到攝動的軌跡，其中每個切出的點都是一系列的曲線所貢獻的，在這個家族中可以改變曲線的參數叫做軌道要素。通常（但不一定），這些被選擇的曲線是克卜勒的二次圓錐曲線，並且所有的都共用相同的焦點。在大多數情況下，這可以很方便地設置這些曲線切線相交的軌跡。遵循此一條件（以及在沒有攝動力下，中心天體的重力將產生進一步的條件：在所有相同的切點有相同的曲率）的曲線被稱為吻切，而改變這些曲線的參數被稱為吻切要素。在某些情況下，軌道運動的描述可以選擇簡化和近似的非吻切的軌道要素。同樣的，在某些情況下，標準（拉格朗日型或德洛奈型）方程式提供非吻切的軌道要素。

## 外部連結
- Diagram of a sequence of osculating orbits for the escape from Earth orbit by the ion-driven SMART-1 spacecraft: http://sci.esa.int/science-e/www/object/index.cfm?fobjectid=35722（页面存档备份，存于）
- A sequence of osculating orbits for the approach to the Moon by the SMART-1 spacecraft: http://sci.esa.int/science-e/www/object/index.cfm?fobjectid=36359（页面存档备份，存于）
- Osculating orbits in a restricted 3-Body problem（页面存档备份，存于） (video, YouTube)
- Osculating orbits in a 3-Body Lagrange problem（页面存档备份，存于） (video, YouTube)
- Osculating orbits in a 4-Body Lagrange problem（页面存档备份，存于） (video, YouTube)
- Osculating orbits in the Pythagorean 3-Body problem（页面存档备份，存于） (video, YouTube)